# Жихино (Рамешковский район)
Жихино — деревня в Рамешковском районе Тверской области.

## География
Находится в восточной части Тверской области на расстоянии приблизительно 33 км на восток-юго-восток по прямой от районного центра поселка Рамешки.

## История
Известна с 1627—1629 годов как пустошь в вотчине Кириллова монастыря. В 1646—1647 годах отмечается как деревня с 2 дворами. В 1859 году в русской казенной деревне было 7 дворов, в 1887 году 14. В советское время работали колхозы «Жихинский», «Свобода» и «Ленинский путь», с 1991 года акционерное обществе «Агроэнерго» (Москва). В 2001 году в деревне 11 домов местных жителей и 7 домов — собственность наследников и дачников. До 2021 входила в сельское поселение Ильгощи Рамешковского района до их упразднения.

## Население
Численность населения: 63 человека (1859 год), 84(1887), 20 (1989), 14 (русские 93 %) в 2002 году, 5 в 2010.